# 381 (číslo)
Tři sta osmdesát jedna je přirozené číslo, které následuje po čísle tři sta osmdesát a předchází číslu tři sta osmdesát dva. Římskými číslicemi se zapisuje CCCLXXXI a řeckými číslicemi τπα.

## Matematika
381 je:
- Poloprvočíslo
- Nešťastné číslo
- Součet prvních šestnácti prvočísel
- Palindromické číslo ve dvojkové a osmičkové soustavě

## Astronomie
- (381) Myrrha je planetka hlavního pásu, kterou objevil v roce 1894 Auguste Charlois

## Doprava
- Silnice II/381 je česká silnice II. třídy vedoucí na trase  – Velké Němčice – Křepice – [1][2]

## Ostatní
- +381 je mezinárodní telefonní předvolba Srbska

## Roky
- 381
- 381 př. n. l.